# 羊胎素
羊胎素（英語：Sheep placenta）， 是通过宰杀怀孕的母羊，取出胚胎后提取活性蛋白并对其进行分离制成的。1930年代瑞士医生保罗·尼汉斯（Paul Niehans）研发出一种被称为“羊胎素疗法”的活细胞疗法。该疗法将从羊胚胎、羊胎盘中提取的活细胞溶于生理盐水给患者注射，以期达到皮肤抗衰老的功效。
2015年，中国中央电视台《每周质量报告》针对羊胎素进行了专题报道，否认其宣称的抗衰老作用。
瑞士的医疗机构推出的高价“羊胎素疗法”受到外国旅客青睐。2015年4月，瑞士药监局叫停羊胎素疗法，称其“没有任何抗衰老作用，还会产生健康风险”。
2022年3月，一段2012年在电视剧《母亲，母亲》发布会上斯琴高娃和袁立谈及羊胎素的采访影片在中国大陆成为网络迷因。